# Julio César Villagra
Julio César Villagra (Córdoba, 25 de octubre de 1961 - 15 de septiembre de 1993) fue un jugador de fútbol argentino.  
Es el máximo ídolo del Club Atlético Belgrano de Córdoba, cuyo estadio lleva su nombre, donde desarrolló la mayor parte de su carrera. 
Villagra debutó en Belgrano en 1982, desempeñando el puesto de volante ofensivo. Desde entonces, jugó en todas las categorías del club, siendo protagonista del ascenso a la Primera División del fútbol argentino en 1991.
El 13 de septiembre de 1993, Julio César Villagra decidió ponerle fin a su vida en la ciudad de Córdoba, falleciendo dos días más tarde.

## Biografía
Julio César Villagra, conocido como "La Chacha", surgió de los potreros del barrio cordobés de Villa El Libertador donde jugó tres años con el equipo "Las estrellas Rojas". A principios de 1982, luego de haber estado un año en Puerto Belgrano durante la Guerra de Malvinas, regresó de la colimba en la armada. Fue a probarse a Belgrano y allí fue seleccionado por el entonces técnico Raúl "el Pucho" Arraigada para integrar el plantel del club.

## Trayectoria
El 18 de julio de 1982, con 19 años, Villagra debutó contra Alianza San Martín (una fusión entre Argentino Peñarol y Huracán) en la cancha de Huracán de Barrio La France en Córdoba. Ganaba Alianza y en el último minuto del partido empató Belgrano con gol de Villagra. Esa era la primera fecha del Campeonato “Soberanía Nacional” durante el torneo de la Asociación Cordobesa de Fútbol.
En Belgrano, su trayectoria fue desde 1982 hasta 1991, con un pequeño intervalo en 1984 donde jugó 4 partidos para Estudiantes de Río Cuarto.
Con el club de barrio Alberdi, fue campeón en los años 83, 84, 85 y en el Campeonato Regional 86.
Fue protagonista del ascenso a Primera División en el año 1991. 
En la máxima categoría disputó solamente un partido, jugando 45 minutos ante River Plate.
Se marchó del club por la puerta de atrás. En “reconocimiento a su trayectoria”, los dirigentes le dieron el pase libre. 
En 1992 jugó en Racing de Nueva Italia, disputó 12 partidos y convirtió 1 gol. 
En 1993 jugó para el Deportivo Municipal de Lima, Perú. Posteriormente, el 14 de mayo de ese año, fichó para Centro Juventud Agraria de Corralito.￼

## Fallecimiento
Tras discutir con su mujer, y agobiado por inconvenientes económicos, el 13 de septiembre de 1993, con 31 años, tomó un revólver (se lo había pedido a su hermano por cuestiones de seguridad, según había dicho, aunque a la decisión quizás ya la tenía planeada), y se disparó en la cabeza a la altura de la sien en el lavadero de la casa en la que vivía en barrio Santa Isabel III sección, de la ciudad de Córdoba. Murió dos días  después.
Tras su deceso, su madre Berta, en consenso con sus hijos Hugo y Julio, prestaron conformidad para que sus órganos fueran donados.
A los pocos meses, Gregorio Ledesma, el mismo presidente que lo había dejado libre, decide nombrar a la cancha de Belgrano “Julio César Villagra”. No hubo ninguna documentación oficial, acta, cartel ni placa. Algunos hinchas y periodistas siguieron diciéndole el Gigante.
En el 2013, a veinte años de su partida, se pudo recuperar su figura gracias a una muestra fotográfica y un homenaje con familiares y amigos, organizado por la Fotogalería de Belgrano.
En 2014, un grupo de socios construyó un cartel que se colocó en el estadio para darle el nombre al mismo.

## Legado
Villagra es uno de los ídolos máximos del club. Amante del fútbol y el cuarteto, se convirtió en el símbolo de una época en la que el Club estaba en ruinas. El romance entre el último wing y los piratas fue a primera vista en los ´80. Defendió la camiseta en todas las categorías: Asociación Cordobesa de Fútbol, Regional, Nacional B y el inolvidable ascenso de 1991, creando un vínculo único con la hinchada. 
En su fallecimiento tuvo una despedida masiva por parte de los hinchas. "Los Piratas", la hinchada de Belgrano, quien se había hecho cargo en una época de su sueldo como jugador, pagó su sepelio.
En 2019 un grupo de hinchas le dedicó un documental de 73 minutos llamado "Villagra, el libertador" que explora su vida y obra.

## Estadísticas
En Belgrano disputó 316 partidos, marcando 40 goles, de los cuales 201 partidos y 24 goles corresponden a partidos disputados en AFA.

## Palmarés

### Torneos locales
| Título                    | Club                | Pais      | Año              |
| ------------------------- | ------------------- | --------- | ---------------- |
| Liga Cordobesa de Fútbol  | Belgrano de Córdoba | Argentina | 1984, 1985       |
| Campeonato Provincial ACF | Belgrano de Córdoba | Argentina | 1983, 1984, 1985 |

### Torneos nacionales
| Título          | Club                | País      | Año  |
| --------------- | ------------------- | --------- | ---- |
| Torneo Regional | Belgrano de Córdoba | Argentina | 1986 |

### Ascensos
| Ascenso a        | Club                | País      | Año  |
| ---------------- | ------------------- | --------- | ---- |
| Primera División | Belgrano de Córdoba | Argentina | 1991 |